# Forever (canção de Kiss)
"Forever" é uma canção da banda americana Kiss, lançada originalmente no álbum Hot in the Shade. Esta é uma das maiores músicas de sucesso do Kiss, chegando ao número 8 nas paradas da Billboard Hot 100 e também alcançando o número 17 na Hot Mainstream Rock Tracks.

## Posição nas paradas musicais
| Parada (1990–1991)                         | Melhor posição |
| ------------------------------------------ | -------------- |
| Austrália (ARIA)                           | 73             |
| Canadá (RPM Top Singles)                   | 18             |
| Reino Unido (UK Singles Chart)             | 65             |
| Estados Unidos (Billboard Hot 100)         | 8              |
| Estados Unidos (Billboard Mainstream Rock) | 17             |

| Parada (1990)                      | Melhor posição |
| ---------------------------------- | -------------- |
| Estados Unidos (Billboard Hot 100) | 92             |

## Créditos
- Paul Stanley - Vocais, Violão
- Gene Simmons - Baixo, Vocal de Apoio
- Bruce Kulick - Guitarra, Violão, Vocal de Apoio
- Eric Carr - bateria, Vocal de Apoio

Músico adicional:
- Phil Ashley – Teclados